# Werner Kiem
Werner Kiem   (Bozen, 30 de novembre de 1962) és un biatleta italià, ja retirat, que va competir durant la dècada de 1980.
El 1988 va prendre part en els Jocs Olímpics d'Hivern de Calgary, on guanyà la medalla de bronze en la prova del relleu 4x7,5 quilòmetres del programa de biatló. Va formar equip amb Gottlieb Taschler, Johann Passler i Andreas Zingerle. En aquests mateixos Jocs també disputà la prova dels 20 quilòmetres.
En el seu palmarès també destaca una medalla de bronze al Campionat del món de biatló i un títol nacional.